# Мулинское сельское поселение (Кировская область)
Мулинское сельское поселение  — муниципальное образование в составе Нагорского района Кировской области России.
Центр — село Мулино.

## История
Мулинское сельское поселение образовано 1 января 2006 года согласно Закону Кировской области от 07.12.2004 № 284-ЗО.

## Население
| 2010 | 2012 | 2013 | 2014 | 2015 | 2016 | 2017 |
| ---- | ---- | ---- | ---- | ---- | ---- | ---- |
| 743  | ↘684 | ↘640 | ↘628 | ↘594 | ↘551 | ↘508 |
| 2018 | 2019 | 2020 | 2021 |      |      |      |
| ↘469 | ↘435 | ↘400 | ↘274 |      |      |      |

## Состав
В поселение входят 17 населённых пунктов (население, 2010):
| - село Мулино — 230 чел.; - деревня Аникинцы — 3 чел.; - деревня Жуки — 0 чел.; - деревня Зуевцы — 40 чел.; - деревня Ильмовцы — 3 чел.; - деревня Исаковцы — 0 чел.; - деревня Качонки — 38 чел.; - деревня Коберцы — 0 чел.; - деревня Кузнецы — 1 чел.; | - деревня Лапченки — 38 чел.; - посёлок Липовое — 252 чел.; - деревня Малашата — 2 чел.; - деревня Маракулино — 34 чел.; - деревня Назаровцы — 88 чел.; - деревня Панфилята — 0 чел.; - деревня Сабельцы — 9 чел.; - деревня Шулаки — 5 чел. |